# Oluf Daa
Oluf Daa, född 1606, dödsår okänt, var en dansk ämbetsman. Han var son till Claus Daa (1579–1641) och far till Claus Daa (1640–1678).
Daa tillhörde de ivrigaste förfäktarna av adelns rättigheter och yrkade till och med på ett slags liberum veto för den enskilde adelsmannen i fråga om skatter. Han stod Corfitz Ulfeldt nära och miste vid dennes fall 1651 sitt räntmästarämbete. Han måste senare gå i landsflykt, fick efter en tid återvända men var fortfarande illa sedd av regeringen och levde utan tjänst och under svåra ekonomiska förhållanden.